# 棘尖牙鱸
棘尖牙鱸（学名：Synagrops spinosus），又名深水天竺鯛、深水大面側仔，为輻鰭魚綱鱸形目鱸亞目發光鯛科尖牙鱸屬下的一个种，深度87-544公尺，體長可達13公分，分布於西大西洋加拿大至加勒比海、烏拉圭；西太平洋日本至南中國海海域，為深海魚類，生活習性不明。

## 扩展阅读
- 維基物種上的相關：棘尖牙鱸